# 中原の虹
『中原の虹』（ちゅうげんのにじ）は、浅田次郎の長編小説。『小説現代』にて約3年半にわたる連載を経て、2006年から2007年に全4巻が講談社で刊行された。講談社文庫では2010年9-10月に刊行。　
『蒼穹の昴』の続編。義和団の乱（1900年）を描いた『珍妃の井戸』を間に挟んで、義和団の乱から7年後、日露戦争後の光緒新政の時代から物語は始まる。
本作の続編は『マンチュリアン・リポート』である。
第42回吉川英治文学賞（吉川英治国民文化振興会主催）を受賞（2008年）。

## あらすじ
舞台は清朝末期の光緒33年（明治40年、1907年）から民国5年（大正5年、1916年）6月の中国。海外列強により蚕食されつつある状況を憂いた西太后は、かつて幽閉した光緒帝と共謀して自身の手で清を滅ぼすことを決意。落日を迎える清朝に代わり覇権を握らんと各地の軍閥がしのぎを削る中、占い師に王者となると予言された馬賊の張作霖は、己の野望を叶えるために苛烈な戦いに身を投じる。その戦いは、彼に従う李春雷や周囲の人間たちの運命を大きく変えていくことになる。

## 登場人物

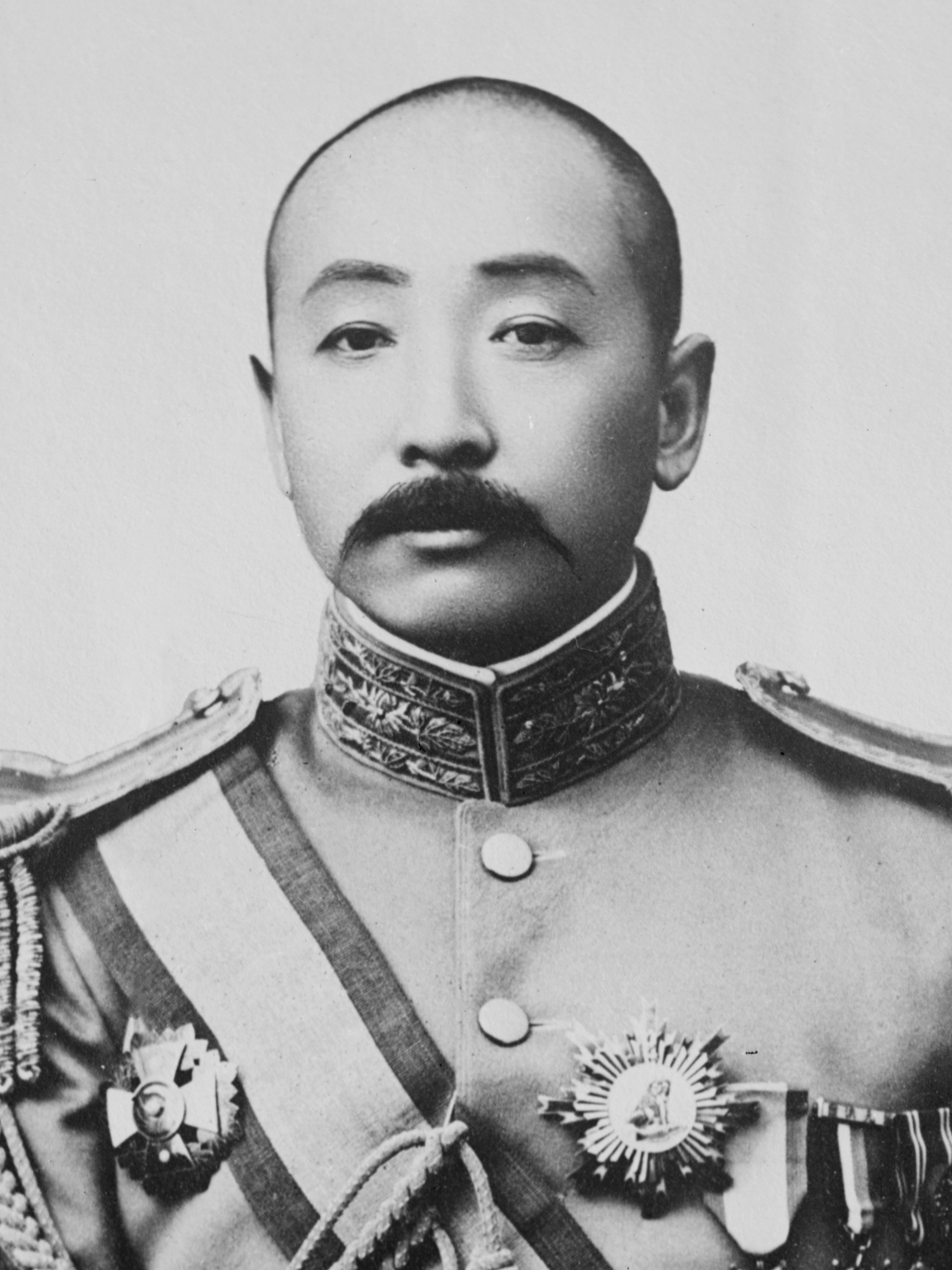
張作霖

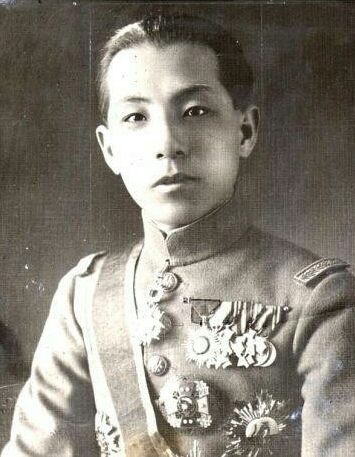
張学良

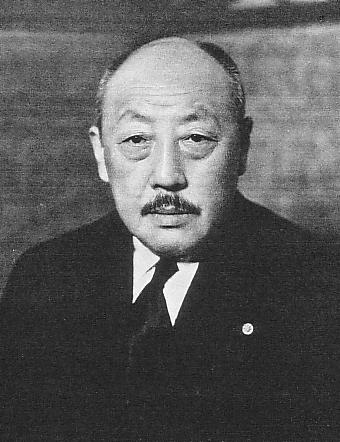
張景恵

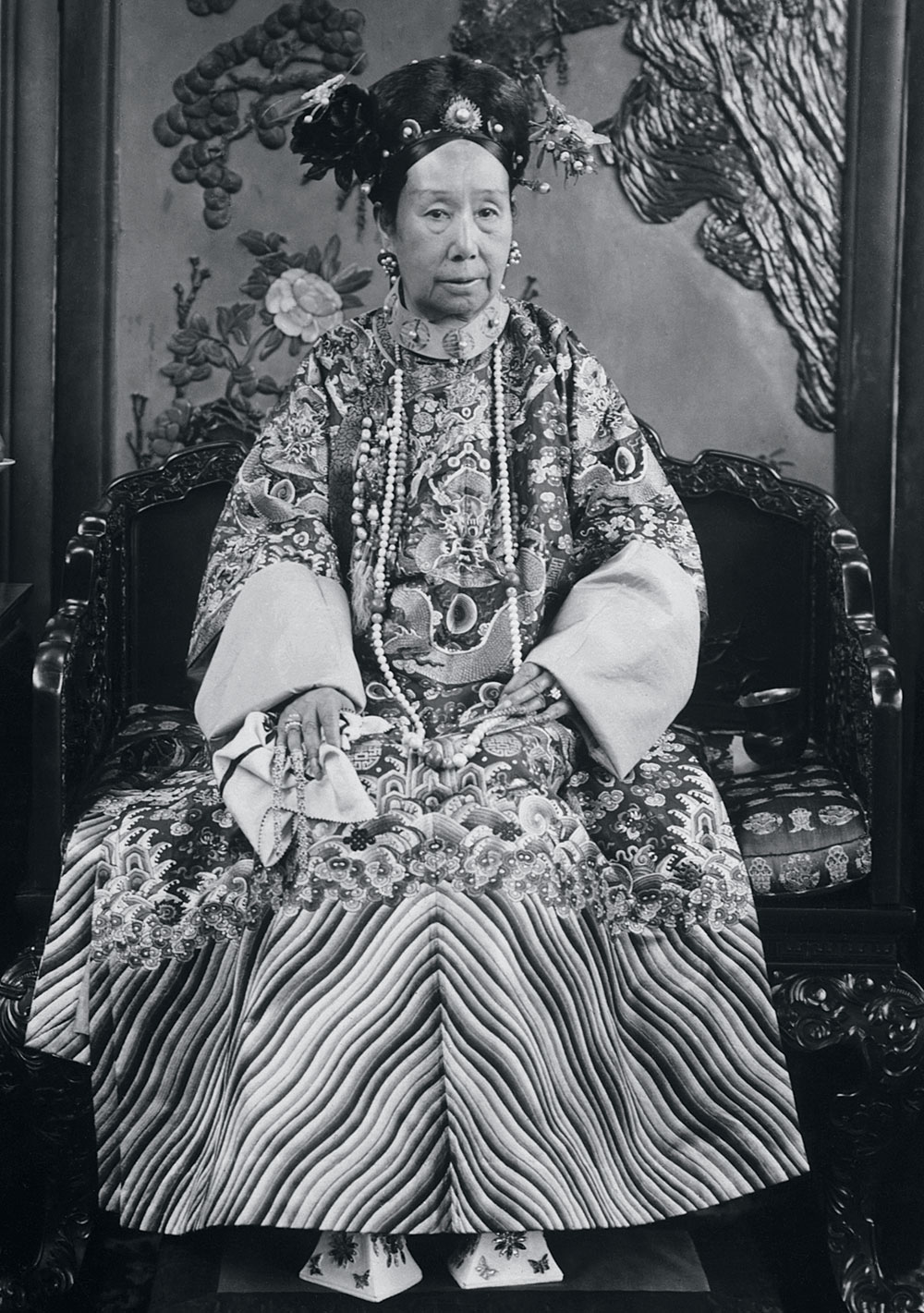
西太后

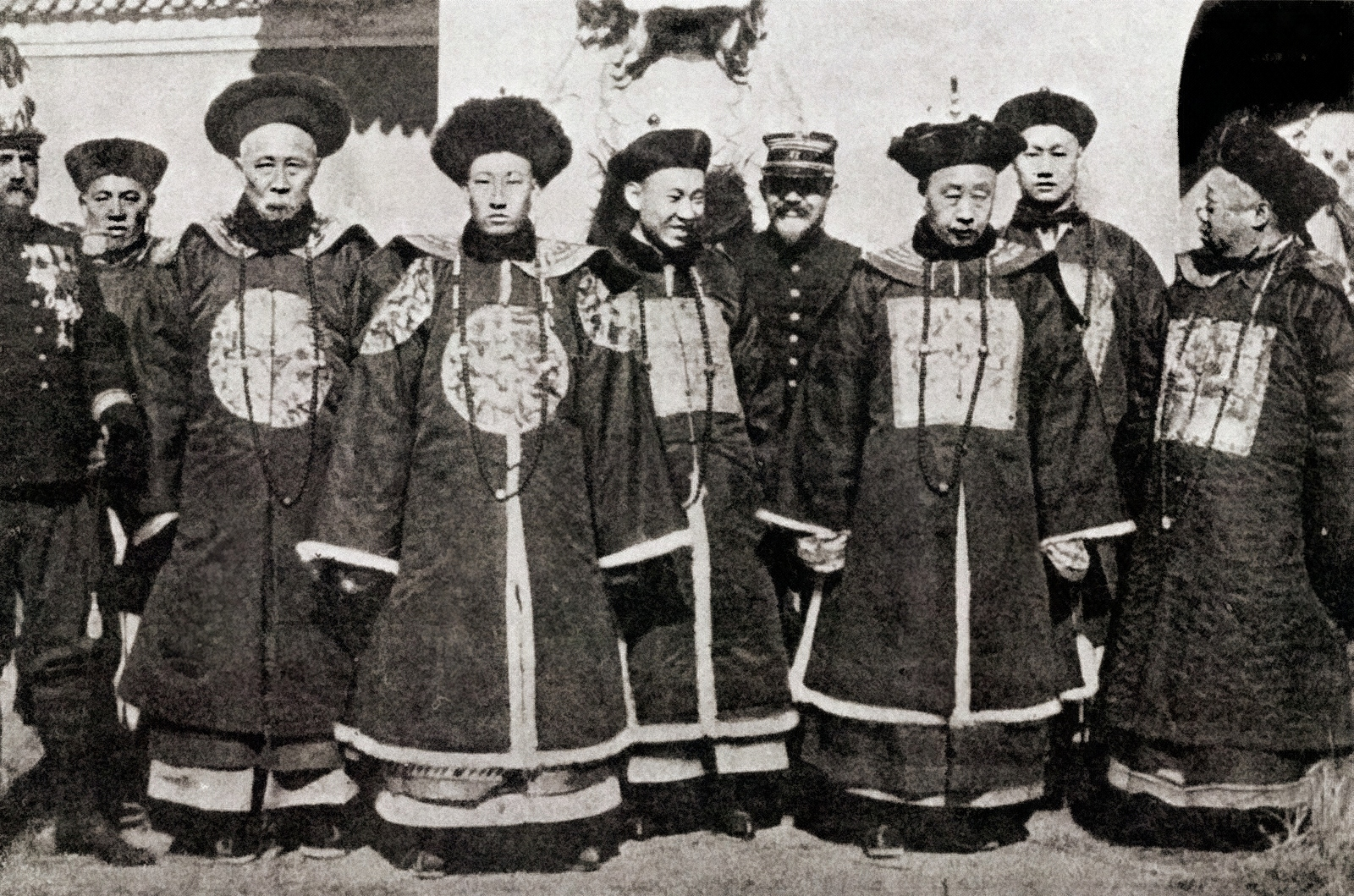
光緒帝載湉

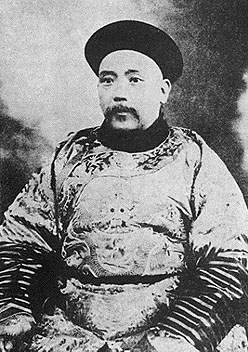
袁世凱(内閣総理大臣就任時)

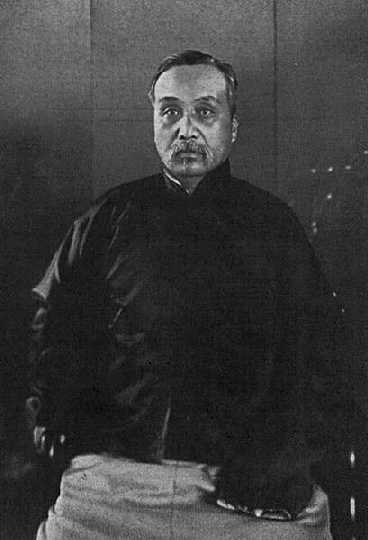
徐世昌

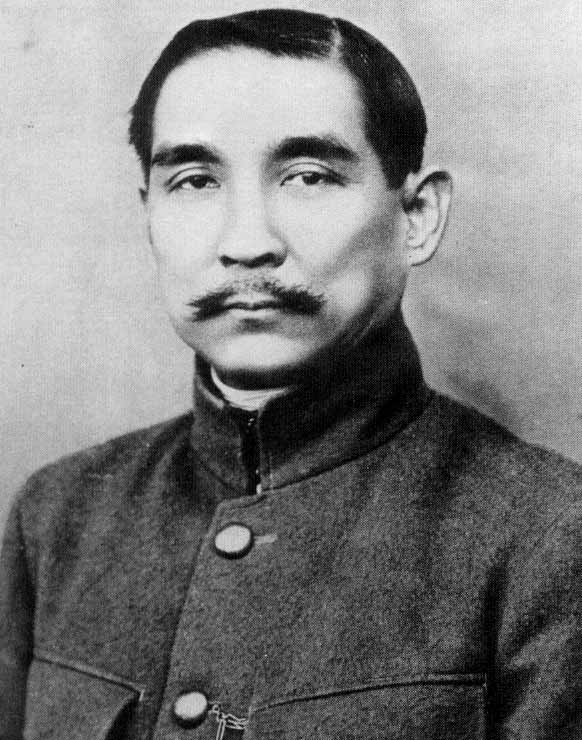
孫文(1911年)

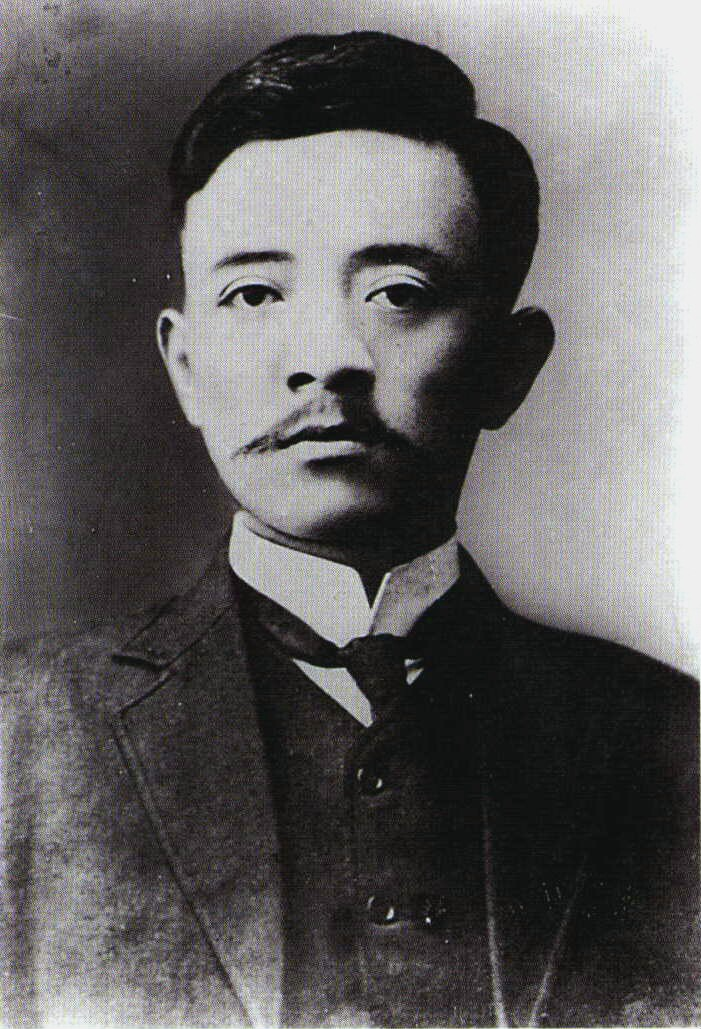
宋教仁

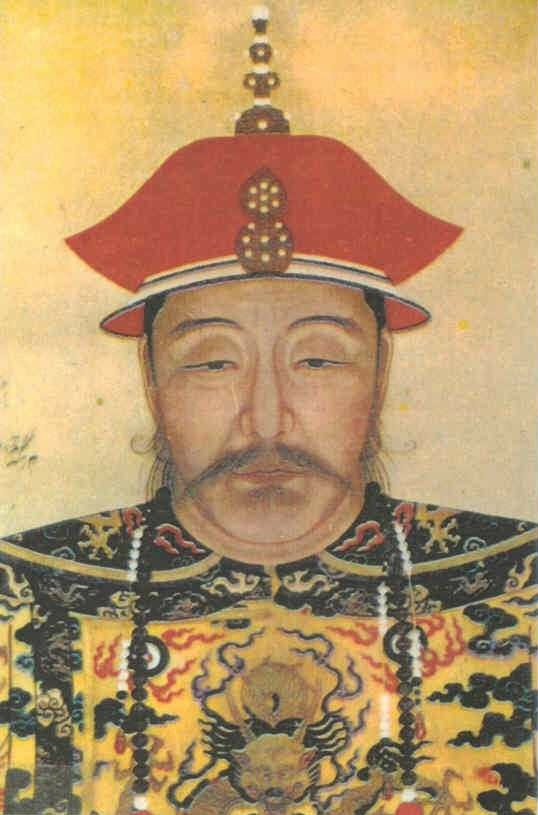
太祖努爾哈斉

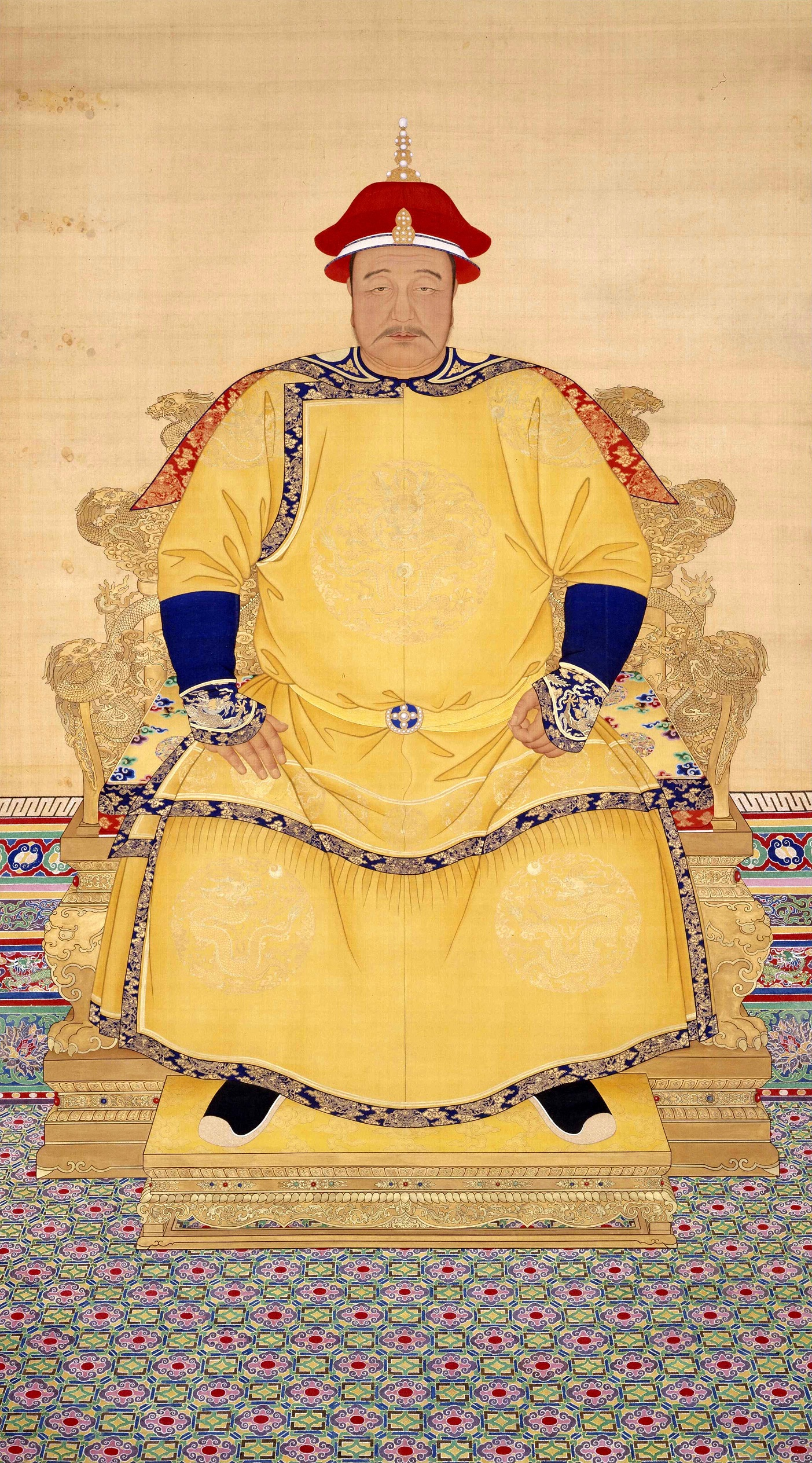
太宗皇太極

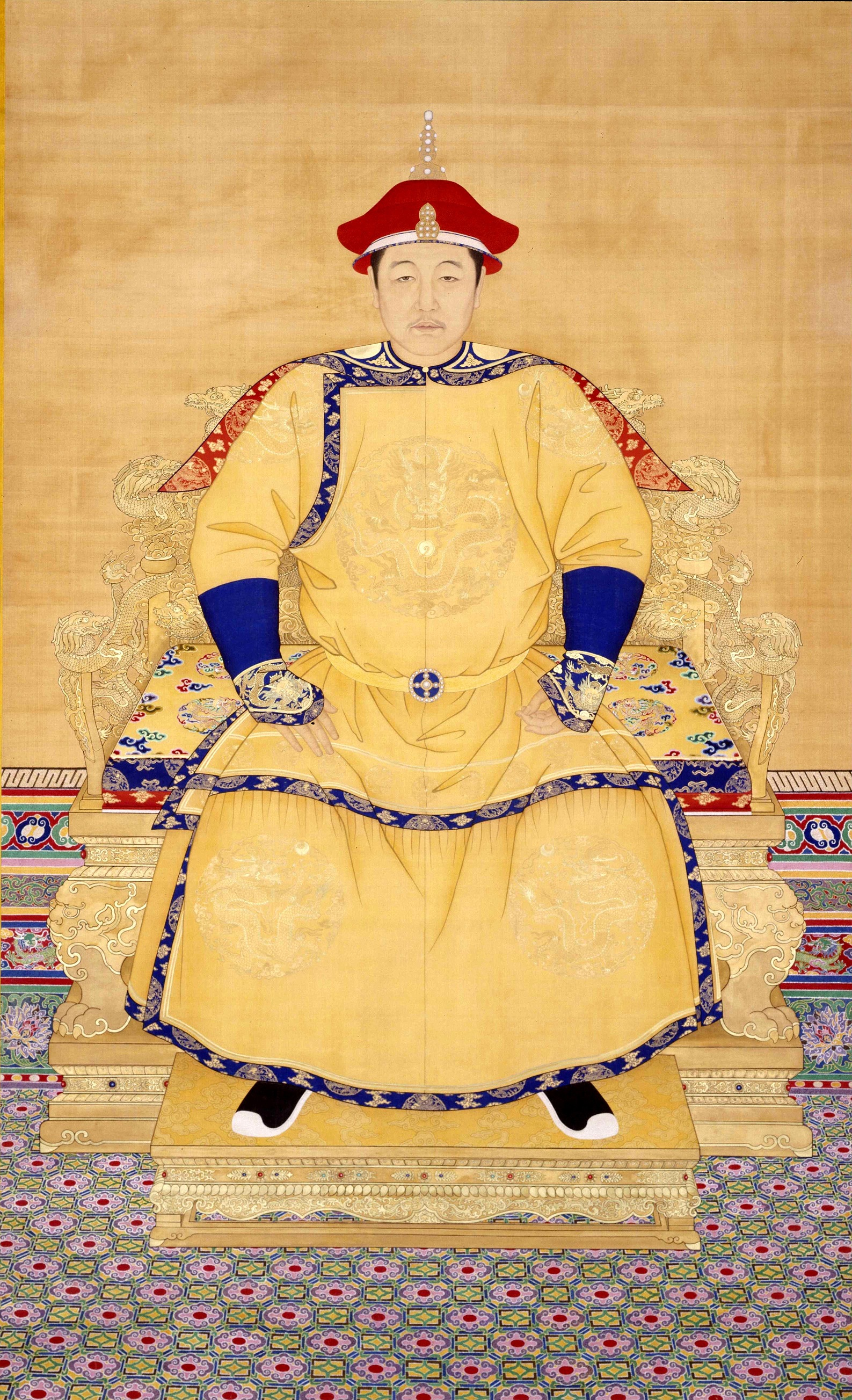
世祖順治帝

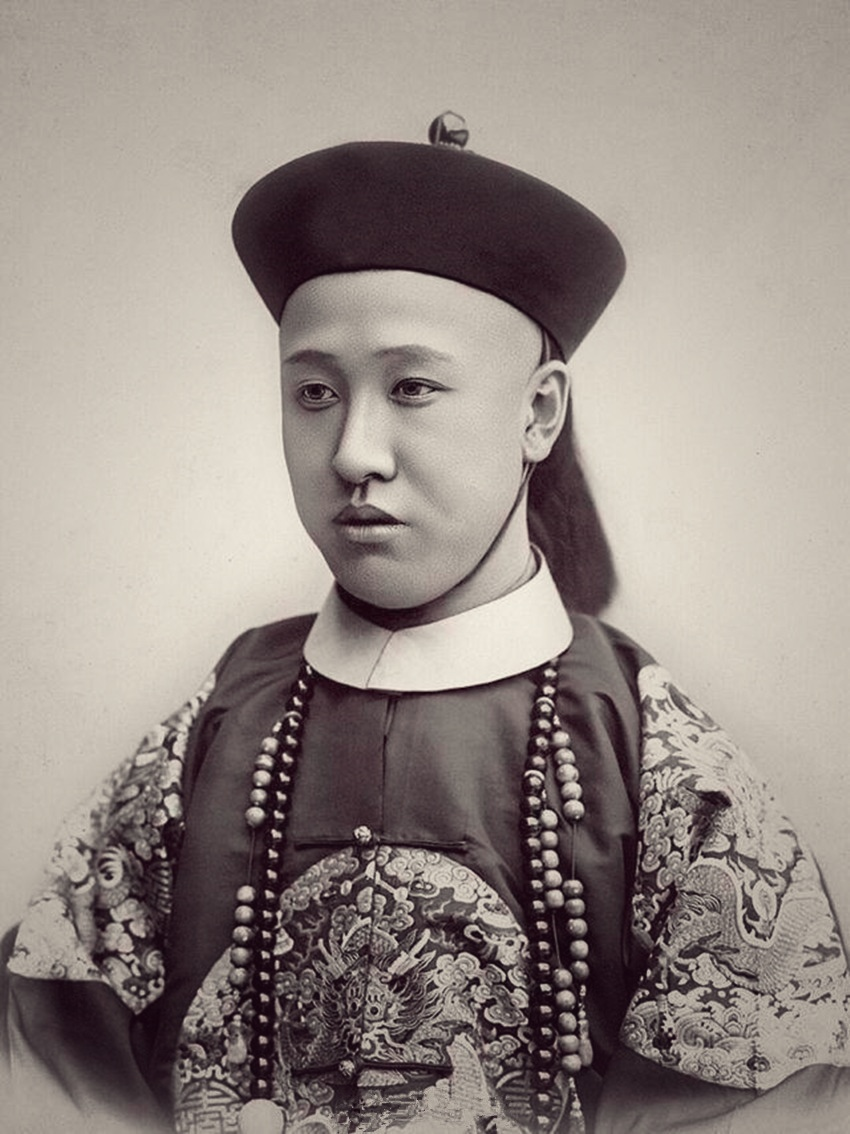
醇親王載灃

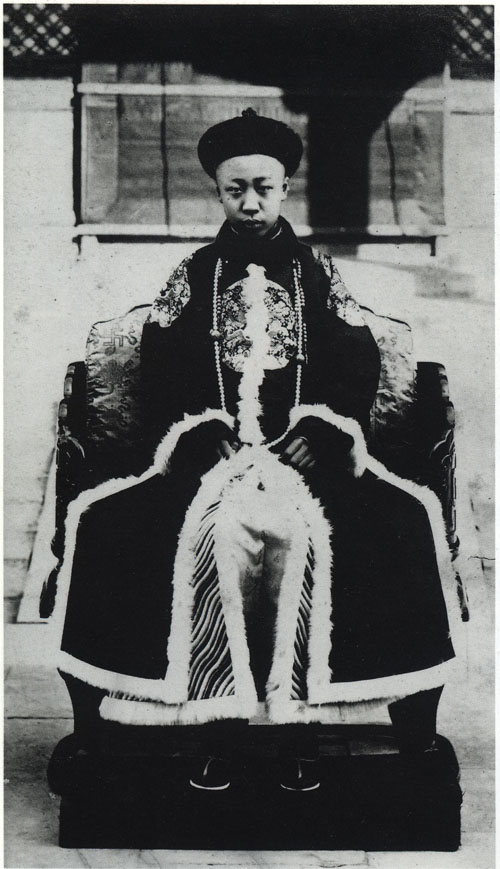
宣統帝溥儀

李春雷（リイ チュンレイ） / 雷哥（レイコウ）
静海県出身。貧民の子。父、長兄の死後、寝たきりの次兄に代わり糞拾いで生計を立てていたが、母、次兄、弟（春雲）、妹（玲玲）を捨てて収買壮士（ショウマイチョアンシ）になった。浪人市場で張作霖に破格の一千元で買われ、配下の五当家（ウータンジア）となる。髭面で大柄。寡黙な人物だが、二挺のブローニングと竜騎馬（ロンチュイマ）とともに実戦では「不死身の雷哥」と呼ばれる喧嘩上手。史実には存在しない架空の人物。張学良を教育した逸話は張作相がモデルである。
張作霖（チャン ヅォリン） / 白虎張（パイフーチャン） / 雨亭（ユゥ ティン）
新民府の馬賊の総攬把（ツォンランパ）。<1875年3月19日 - 1928年6月4日>「鬼でも仏でもねえ。俺様は張作霖だ」。モーゼルと白馬が自慢。小柄・色白・二重眼で女のように美しいと描写されるが、知力胆力に優れ、敵には冷酷無比である。占い師の白太太（パイタイタイ）から、「いずれ満洲の王者になる」と予言され、満洲の祖宗を祀る永陵から天命を示す「龍玉」を手に入れる。奉天（現瀋陽）での住居だった張氏帥府は一般公開されている。1920年7月14日に勃発した安直戦争で、奉天派の張作霖が直隷派を救援するために関内に大軍を投入した。
張学良（チャン シュエリャン） / 漢卿（ハンチン）
張作霖の息子。幼いながらも貴公子然とした風貌で、多数の家庭教師をつけられて勉学に励む聡明な少年。「人を殺す軍人よりも、人を生かす医者になりたい」と考えているが、父親には一蹴されている。父親が手に入れてきた「龍玉」を与えられる。使用拳銃はベレッタ。
張景恵（チャン チンホイ） / 好大人（ハオダァレン）
張作霖の馬賊の二当家（アルタンジア）。普段は八角台で豆腐屋を営む。平素は何事にも「好好（よろしい）」と応えている鷹揚な「好大人」だが、馬賊としては戦闘力・貫禄を備えた実力者。
張作相（チャン ヅォシャン） / 白猫（パイマオ）
張作霖の馬賊の三当家（サンタンジア）。張作霖の遠縁とされ、八重歯が目立つことから白虎（張作霖）の弟分とかけて「白猫」と渾名される。春雷の参入当初、各当家に引き回したり、銀花の窮地を収めたりと、面倒見のいい人物のようである。
湯玉麟（タン ユエリン） / 麒麟（チリン）
張作霖の馬賊の四当家（スータンジア）。新民府と奉天の連絡役。鎮安県桑林子を根城とする。
馬占山（マー チャンシャン） / 秀芳（シウファン）
張作霖の馬賊の包頭児（パオトゥル）。張作霖配下の先駆けを自負する。15歳のときに、さる事情から恋女房の杜賛義を捨てたが、その後も探し続けていた。
杜賛義（トウ ツァンイ）
家族の死後、流浪の末に馬占山の童養媳（トンヤンシ）となる。賛賛と呼ばれる。
鄭薫風（チョン シュンフォン）
馬占山と杜賛義の息子。
銀花（インホワ）
張作霖の家で家事をしている苦労人の女性。春雷の廠子で家事をしていたが、のちに夫婦になる。
西太后
清朝第9代皇帝咸豊帝の妃（1835年11月29日 - 1908年11月15日）。実子である第10代皇帝同治帝と甥の清朝第11代皇帝光緒帝を据えて垂簾政治を行う。光緒24年(1898年)、光緒帝の親政の為に一度は頤和園へ隠退するが、戊戌の変法の100日後戊戌の政変で復帰。光緒帝が崩御した11月14日、溥儀<1906年2月7日 - 1967年10月17日>を後継者に指名するとともに、溥儀の父（光緒帝の異母弟、醇親王奕譞の五男）、醇親王載灃（ツァイファン）<1883年2月12日 - 1951年2月3日>を監国摂政王に任命して政治の実権を委ね、翌日に74歳で崩御。
光緒帝（こうしょてい） / 愛新覚羅・載湉（ツァイテン） / 万歳爺（ワンソイイエ）
若き清朝第11代皇帝（1871年8月14日 - 1908年11月14日）。父は醇親王奕譞（1840年 - 1891年）。母は西太后の妹醇親王妃、葉赫那拉·婉貞で、西太后の甥にあたる。妻も西太后の姪孝定景皇后、葉赫那拉·靜芬。先帝同治帝とは父同士、母同士が兄弟姉妹の従兄弟にあたる。光緒24年（1898年、戊戌の年）に親政を行おうとするが失敗、その後は政権に復帰した西太后によって中南海の瀛台（インタイ）に幽閉される。死後、清西陵の崇陵に埋葬された。中南海全景（手前の島が瀛台）。
李春雲（リイ　チュンユン） / 春児（チュンル）
貧民の子。『蒼穹の昴』の主人公であり、李春雷の弟、玲玲の兄。兄・春雷が家を出た後、糞拾いで生計を立てていたが、自ら浄身して宦官となり、西太后に仕える。晩年の西太后の唯一の恃みとなり、正二品大総管（ダァツォンカン）として太后を支える。史実には存在しない架空の人物。
袁世凱（えん せいがい、ユアン シイカイ） / 慰亭（いてい、ウェイティン）
科挙に2度挑戦したが失敗した挙人。曹植の『贈白馬王彪』にある「心悲動我神，棄置莫復陳。丈夫志四海，萬里猶比鄰。」を引用し、軍人に転ずる。李鴻章と栄禄に認められ北洋軍の最高権力者となる。1908年に西太后が病没し、宣統帝が即位、宣統帝の父醇親王載灃が摂政王になると、1909年に載灃は戊戌の政変で兄光緒帝を裏切った袁世凱を罷免。袁は三年の間、河南省項城に雌伏する。1911年、武昌蜂起が起こり転機を迎え、北京に呼び戻され平漢線の前門西駅に降り立つ。
徐世昌（シュ シイチャン） / 菊人（ジュレン）
東三省総督。袁世凱の腹心。光緒12年(明治20年、1887年)、科挙に合格。進士。翰林院から袁世凱配下の新建陸軍にて軍人となる。
孫中山（スン ヂョンシャン） / 孫逸仙（スン イーシェン） / 孫文（そんぶん、スン ウェン）
革命運動に身を投じた西洋医学を学んだ医師。<1866年11月12日 - 1925年3月12日> 1894年、ハワイで興中会を結成。1905年、興中会、華興会、光復会が合同して中国同盟会を結成。三民主義を唱えた。1911年、武昌蜂起をきっかけとした辛亥革命を経て臨時中央政府を樹立。1912年（民国元年）1月1日、孫文は南京にて中華民国の成立を宣言し、初代臨時大総統に就任。袁世凱が北京政府を成立させたことから、南京にいた孫文らの革命勢力は中華民国（南京臨時政府）と呼ばれるようになった。1913年（民国2年）から1916年（民国5年）まで日本に亡命。1914年7月8日、中華革命党を結成。1915年10月25日、宋嘉澍の次女の宋慶齢と結婚した。
蔣介石（しょう かいせき） / 蔣中正（ジャン チョンジョン）
大日本帝国陸軍に勤務（1909年 - 1911年）。
宋教仁（ソン ジャオレン） / 得尊（ダツン） / 漁夫（ユーフ）
1900年、生員。1903年、華興会結成メンバー。1905年、中国同盟会を結成。1906年、早稲田大学留学生予科を卒業。中華民国（北京政府）唐紹儀（とう しょうぎ、タン シャオイー）内閣の農林総長（1912年3月 - 7月）。臨時約法を起草し議会制民主主義を標榜した。革命組織中国同盟会を改組して国民党を組織。1913年（民国2年）、国民党が選挙で勝利。3月、袁世凱の意を受けた趙秉鈞が宋教仁を暗殺。宋教仁暗殺がきっかけとなり第二革命が起こったが袁世凱に鎮圧され、国民党は解散させられて孫文らは日本へ亡命した。1914年（民国3年）2月27日、趙秉鈞が不審死。宋教仁暗殺の証拠隠滅を図った袁世凱が毒殺したとの説が広く信じられている。民国4年～5年（1915年～1916年）にかけての護国戦争勃発の引き金ともなった。
黄興（こう こう、ホワン シン）
孫文とともに民国革命の双璧と称される。第二革命を起こしたが失敗し、日本経由でアメリカへ亡命。
李烈鈞（り れつきん、リイ リェジュン）
中国同盟会、中国国民党に所属し、孫文（孫中山）の参謀・側近だった。第二革命を起こしたが失敗し、日本へ亡命。1915年（民国4年）、中華革命党に加入。反袁世凱の護国戦争に参加した。
吉永将（よしなが まさる、ジイヨン ジャン）
日本から来た軍事顧問。北京語を流暢に話す。Smith & Wesson No. 3 Revolverを模倣した二十六年式拳銃を携帯している。
吉永ちさ
吉永将の母。東京で清国留学生の下宿屋を営む。亡き夫、吉永扶のモデルは宮崎滔天。1898年（明治31年）、戊戌の政変においては香港に逃れた康有為をともなって帰朝し、朝野の間に斡旋した逸話が柳川文秀に用いられている。
趙爾巽（ちょう じそん、チャオ ルシュン）
1911年3月、錫良の後任として東三省総督に就任。進士。『清史稿』編纂。
王永江（おう えいこう、ワン ヨンジャン） / 岷源（ミンユァン） / 源伯伯（源おじさん、ユァンボーボ）
遼陽の元警察学校教官で浪人。<1872年2月17日 - 1927年11月1日> 張作霖の軍師。
袁金鎧（えん きんがい、ユァン チンカイ） / 潔珊（ジェシャン）
奉天の諮議局（しぎきょく）副議長。『清史稿』編纂。
馮徳麟（ふう とくりん、フォン ドーリン）
馬賊の総攬把（ツォンランパ）。
陳一豆（チェン イードゥ） / 剪髪（とこや、ジャンファ）
北京の街頭で床屋の見習いをしていたところを北洋軍に入れられる。張作霖の司令部付の当番兵。
陸偉（ルー ウェイ） / 鞋舗（くつや、シェプー）
当番兵。
タクトホ
蒙古族の総攬把（ツォンランパ）。
張榕（チャン ロン）
東三省の革命家。
岡圭之介 / 岡圭（ガングイ） / ケイ
日本人。万朝報記者。史実には存在しない架空の人物。
トーマス・E・バートン / トム
アメリカ人。ニューヨーク・タイムズの記者。30年以上北京に駐在し、知らぬことは無いといわれるほどの事情通。史実には存在しない架空の人物。
エドモンド・バックハウス
英国オックスフォード大学出身の東洋学者、言語学者。ヨーロッパ言語はもとより、中国語各方言・日本語など45ヶ国語に精通するとされる。北京大学非常勤客員教授。とてつもない虚言癖の人物として描かれる。1910年に出版した歴史書、「西太后統治下の中国（China Under the Empress Dowager）」で名を馳せた。
ミセス・チャン
トーマスの現地秘書を勤める謎めいた美女。実は同治帝の隠し子、寿安公主（ショウアンコンス）。
柳川文秀 / 梁文秀（リァン ウェンシュウ）
東京･牛込に住む亡命中国人。静海県の梁家屯を治める郷紳の息子で、光緒13年の科挙に第一等状元で登第した進士。戊戌の変法の中心人物であったが、政変に際して日本に亡命。早稲田大学の教授として清国語と書道を教えている。史実には存在しない架空の人物。モデルは梁啓超（保皇派）とされる。保皇派は辛亥革命以降、立憲派となった。
柳川りん / 李玲玲（リイ リンリン）
文秀の妻。春雷、春雲の妹。兄たちが家を出、母をなくした後、文秀のもとで下働きをしていたが、政変の際に許嫁の譚嗣同を亡くし、文秀の亡命に同行した。史実には存在しない架空の人物。
柳川清一 / 梁清一（リァン・チンイー）
文秀とりんの長男。
完顔阿骨打（ワンヤン アグダ）
金の初代皇帝。女真族完顔部（ワンヤン部）の族長。
愛新覚羅（アイシンギョロ）努爾哈斉（ヌルハチ）
清の初代皇帝。<1559年2月21日 - 1626年9月30日> ヌルハチが生まれた頃、女真族（ジュルチン、オランカイ（兀良哈））は建州女真5部・海西女真4部・野人女真4部に分かれ、互いに激しく抗争していた。1593年、建州女真を率いて海西女真とのグレの戦いを制す。1603年、赫図阿拉（ヘトゥアラ）に遷都。1616年、女真の諸族を統一、大金(アイシン)国（グルン）を建国した。万暦朝鮮戦争<1592年 - 1598年>を終えた明国が満州に攻め込み、建国まもない満州の存亡を賭けたサルフの戦い<1619年>が起こった。この戦いに勝利し、清朝の基礎を築いたが、1626年（天命十一年）、万里の長城の東端にある要塞、山海関の外郭寧遠城での袁崇煥との寧遠の戦いでポルトガル製の紅夷大砲による砲撃で負傷し死去した。
荘親王 / 愛新覚羅（アイシンギョロ）舒爾哈斉（シュルハチ）
ヌルハチの弟。<1564年 - 1611年>。 阿敏（アミン）と済爾哈朗（ジルガラン）の実父。ヌルハチとの権力闘争に敗れ、1611年、自宅軟禁されたまま死去。
愛新覚羅（アイシンギョロ）褚英（チュイェン）
ヌルハチの長男。
礼親王 / 愛新覚羅（アイシンギョロ）代善（ダイシャン）
ヌルハチの次男。阿敏（アミン）・莽古爾泰（マングルタイ）・黒還勃烈（ヘカンボーリー）と共に四大貝勒となった。多爾袞（ドルゴン）の母で大夫人の烏拉那拉·阿巴亥（ウラナラ・アバハイ）から収賄をしていた事が努爾哈齊（ヌルハチ）に発覚し、阿巴亥は賜死したが、実の弟の代善は殺されなかった。同時代の明朝の宦官、魏忠賢と同様に、収賄をしていた事でその評価は必ずしも高くない。
皇太極（ホンタイジ） / 愛新覚羅（アイシンギョロ）黒還勃烈（ヘカンボーリー） / ヘカン
ヌルハチの八男。母は海西女直のイェヘ＝ナラ氏の孝慈高皇后葉赫那拉・孟古。1627年（天聡元年）、従兄アミン・ジルガラン・アジゲを朝鮮へ遠征させ（丁卯の役）、自身は寧遠城と錦州城を攻撃したが袁崇煥の猛攻に遭い敗退。1630年、灤河の支流、青龍河（チンロンホー、モンゴル語で「グフ・ゴール」）の渓谷沿いに長城を越えて遷安に侵攻、紫禁城を包囲した。北京防衛に駆けつけた袁崇煥を買収していた宦官の讒言で誅殺させた。寧遠城を落とすことに成功したが瀋陽に戻った。1636年（天聡十年）、チャハル部が降伏し満州蒙古と蒙彊を完全に併合。国号を大清と改め皇帝となった。1637年、ホンタイジの皇帝即位を認めないと表明したため丙子の役を起こし、朝鮮と明の冊封関係を絶ち朝鮮を清の冊封国とした。1641年、洪承疇を捕虜にし、篭絡して寝返らせた。1643年、拠点を山海関の向こうに移すこともなく、明の征伐も果たせぬまま急死した。黑還勃烈が皇太極を名乗った由来には定説が無い。モンゴル族と女真族を統一する際、モンゴル族のハーンを名乗るためにはチンギス統原理に従いボルジギン氏である必要があったことから、統一当時の名前は皇太極ではなかったと考えられている。また、ホンタイジの本名についての研究にあるように「勃烈」は名前の一部ではないという学説があり、本小説ではその説を採用して幼名をヘカンと呼んでいる。
英親王 / 愛新覚羅（アイシンギョロ）阿済格（アジゲ）
ヌルハチの第十二子。<1605年 - 1651年>。 母はウラ・ナラ氏出身の孝烈武皇后烏拉那拉・阿巴亥（ウラナラ・アバハイ）。多爾袞（ドルゴン）と多鐸（ドド）は同母弟。
睿親王 / 愛新覚羅（アイシンギョロ）多爾袞（ドルゴン）
ヌルハチの十四男。ホンタイジの死後、兄の妻であり順治帝の母である孝荘文皇后を娶った（遊牧民に多く見られるレビラト婚）。
鄭親王 / 愛新覚羅（アイシンギョロ）済爾哈朗（ジルガラン）
舒爾哈斉（シュルガチ）の第六子。<1599年 - 1655年6月11日>。 阿敏（アミン）の弟。多爾袞（ドルゴン）と共に順治帝の摂政になったが、後に皇籍を剥奪された。
豫親王 / 愛新覚羅（アイシンギョロ）多鐸（ドド）
ヌルハチの第十五子。
粛親王 / 愛新覚羅（アイシンギョロ）豪格（ホーゲ）
ホンタイジ（皇太極）の長子。
順治帝 / 愛新覚羅（アイシンギョロ）福臨（フーリン）
ホンタイジの第9子。母はモンゴルのボルジギン氏の孝荘文皇后。6歳で皇帝となり、ドルゴンが摂政となった。1644年3月19日に李自成率いる順軍が北京を陥落させ明を滅ぼすと、5月には清が順を滅ぼし中国全土を支配した。1661年（順治18年）に24歳で天然痘で急死する。
鎮国公（ちんこくこう） / 愛新覚羅（アイシンギョロ）載沢（ツァイゾォ）
英国留学経験のある皇族。宗社党。
醇親王（じゅんしんのう） / 愛新覚羅（アイシンギョロ）載灃（ツァイファン）
二代目醇親王。宣統帝の父。
隆裕太后（ロンユイタイホウ） / 葉赫那拉（イェホナラ）静芬（ジンフェン） / 孝定景皇后
光緒帝皇后。宣統帝の叔母。西太后の姪。
宣統帝 / 愛新覚羅（アイシンギョロ）溥儀（プーイー）
清朝最後の皇帝。西太后の指名により、3歳で即位する。
保慶帝 / 愛新覚羅（アイシンギョロ）溥儁（プージュン） / 大阿哥（ダァアーゴ）
載漪（ツァイイー）の子。西太后により皇太子に据えられ皇帝ともなったが、わずか3日後に廃帝となり光緒帝が復帰した。正式な記録には皇帝と認められていない。史実では1902年、義和団の乱の戦犯として載漪・溥儁父子は新疆省に追放されており、北京の死胡同（スーフートン）で文殊楼という煙館（イェングァン）をしていた事実はない。子孫に高名な画家の愛新覚羅恒懿がおり、著書「世紀風雪 幻のラストエンペラー」で溥儁の追放とその後について記している。
愛新覚羅（アイシンギョロ）良弼（リャンビー）
大日本帝国陸軍士官学校留学生で皇族出身の良弼は清朝皇族が頼りとしていた保守派宗社党の領袖であったが、1912年1月26日、革命派の彰家珍に爆殺された。それをきっかけに隆裕太后は宣統帝の退位を決断した。1912年2月に溥儀は退位。
愛新覚羅（アイシンギョロ）溥偉
貝勒（ベイレ）。恭親王奕訢（イーシン）の孫。宗社党。
愛新覚羅（アイシンギョロ）溥倫（プールン）
貝子（ベイヅ）。載治（ツァイチ）貝勒の第四子。隠志郡王奕緯（イーウェイ）多羅貝勒の孫。
崇禎帝 / 朱由検（ジュ ヨウジァン）
明朝最後の皇帝。1627年、天啓帝が死去して即位すると、専横を極めていた宦官の魏忠賢を死に追いやり、名臣として名高い徐光啓を登用するなど国政改革に取り組む。しかし、1630年、宦官の讒言を容れ、山海関の外郭寧遠城で満州族からの防衛を一手に引き受けていた名将袁崇煥を誅殺した。袁崇煥の後任が洪承疇である。洪承疇は李自成の討伐で大いに苦しめていたが、配置転換で李自成の勢力は息を吹き返した。洪承疇が捕虜となり女真に寝返った後の後任が呉三桂である。1644年、李自成軍に攻め込まれ、紫禁城の北にある景山で首をつって自殺した。明朝滅亡後、鄭芝竜達は唐王朱聿鍵を擁立して南明政権を樹立。鄭成功らの抵抗運動は最終的には台湾へ逃れていった。
王承恩（ワン チェンオン）
崇禎帝に仕えた宦官。
呉三桂（ウー サンクイ）
袁崇煥の死後、遼東に洪承疇と共に就任したが、呉三桂が敗走し夏承徳が裏切ったため洪承疇は捕虜となり篭絡されて女真に寝返ったため、その後任として李自成が明軍を指揮して山海関で清軍の防備に当たった。1644年、李自成が北平城を陥落させ呉三桂の妾・陳円円を捕らえたことを知るや、山海関を開いて清軍に降りた。ドルゴン軍の先鋒として李自成軍を破り陳円円を取り戻した。陳円円を正妃にしようとしたが、円円は固辞。1673年、呉三桂が三藩の乱を起こすと、陳円円は呉三桂の下を辞去して女道士となり、寂静と改名して余生を過ごした。呉三桂には異民族に中国を売り渡したという評判がついてまわり、悪評の多くは後世の人々が作り上げた話ともいわれている。近松門左衛門の「国性爺合戦（1715年）」の作中、呉三桂は鄭成功や甘輝と共に忠臣として描かれている。
盤古（ばんこ）
中国神話の神で、その心臓が龍玉（ロンユイ）になったとされる。
黄龍（ホワンロン）
皇帝の権威を象徴する竜とされ、王承恩が九龍壁の黄龍に龍玉を隠したと伝えられている。
胡蓮明（フー リェンミン） / 胡六老爺（フーローラオイエ）
首領太監。大総管太監「李蓮英」や九堂総管「常蓮忠」と同じ世代の宦官。
索勒豁金世続
内務府大臣。満洲正黄旗人。